# Mamates quagga
Mamates quagga är en insektsart som beskrevs av Pieter D. Theron 1986. Mamates quagga ingår i släktet Mamates och familjen dvärgstritar. Inga underarter finns listade i Catalogue of Life.